# Aquilino Bocos Merino

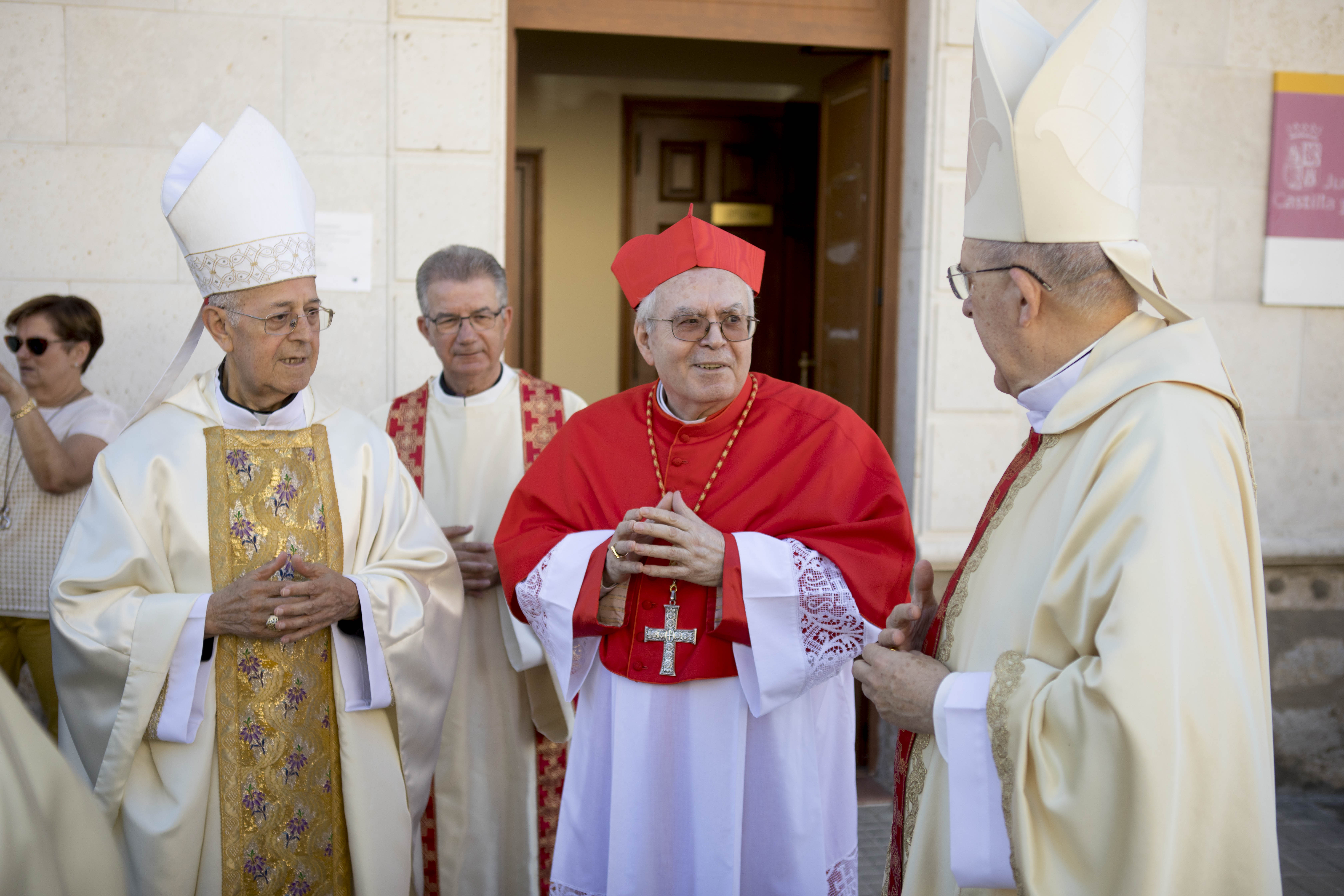
Kardinal Bocos Merino (Mitte) beim Empfang in seinem Heimatort (2019)

Kardinalswappen von Aquilino Bocos Merino

Aquilino Kardinal Bocos Merino CMF (* 17. Mai 1938 in Canillas de Esgueva, Spanien) ist ein spanischer römisch-katholischer Ordensgeistlicher.

## Leben
Aquilino Bocos Merino trat der Ordensgemeinschaft der Claretiner bei und legte am 15. August 1956 die erste Profess ab. Am 15. August 1959 legte er die ewige Profess ab. Nach dem Studium der Philosophie und Katholischen Theologie am Priesterseminar der Claretiner empfing Bocos Merino am 23. Mai 1963 das Sakrament der Priesterweihe. An der Päpstlichen Universität Salamanca wurde er im Fach Philosophie promoviert und erwarb ein Diplom in Klinischer Psychologie.
Von 1964 bis 1967 war Aquilino Bocos Merino Spiritual am Colegio Mayor Maronita in Salamanca. Danach war er bis 1980 Spiritual am Priesterseminar der Claretiner, Lehrer in verschiedenen Bildungseinrichtungen seines Ordens und Direktor der Zeitschrift Vida Religiosa. Daneben war er Mitbegründer des Theologischen Instituts für geweihtes Leben in Madrid und Direktor der Schule Regina Apostolorum. 
Anschließend war Bocos Merino bis 1985 Provinzial der Claretiner in Kastilien, bevor er Mitglied des Generalrats der Claretiner wurde. Von 1991 bis 2003 war Bocos Merino Generaloberer der Claretiner. Ferner nahm er an der neunten ordentlichen Generalversammlung der Bischofssynode über das Geweihte Leben (1994) und an der zweiten Sonderversammlung für Europa (1999) teil. Außerdem war Bocos Merino von 1994 bis 2004 Mitglied der Kongregation für die Institute geweihten Lebens und für die Gesellschaften apostolischen Lebens.
Am 20. Mai 2018 gab Papst Franziskus seine Ernennung zum Kardinal bekannt. Am 31. Mai 2018 ernannte ihn Papst Franziskus zum Titularerzbischof von Urusi. Die Bischofsweihe spendete ihm der emeritierte Erzbischof von Pamplona y Tudela, Fernando Kardinal Sebastián Aguilar CMF, am 16. Juni desselben Jahres. Mitkonsekratoren waren der Erzbischof von Madrid, Carlos Kardinal Osoro Sierra, und der Erzbischof von Valladolid, Ricardo Kardinal Blázquez.
Im Konsistorium vom 28. Juni 2018 nahm ihn Papst Franziskus als Kardinaldiakon mit der Titeldiakonie Santa Lucia del Gonfalone in das Kardinalskollegium auf, womit Bocos Merino sein Titularbistum wieder abgab. Die Besitzergreifung seiner Titeldiakonie fand am 26. Januar 2019 statt.

## Wahlspruch
Der bischöfliche Wahlspruch „Ut vitam habeant“ (damit sie das Leben haben) ist ein Zitat aus dem Johannesevangelium (Joh 10,10 ).